# الانتخابات الرئاسية النيبالية 2023
جرت الانتخابات الرئاسية الرابعة لنيبال، لانتخاب ثالث رئيس للبلاد منذ إلغاء النظام الملكي، في 9 مارس 2023.
حيث تنتهي فترة ولاية الرئيسة الحالية، بيديا ديفي بهانداري في 13 مارس 2023. وكانت قد جرى انتخابها لأول مرة في عام 2015، ولا يمكنها الترشح مرة أخرى وفقًا للدستور.

## العملية الانتخابية
يُنتخب رئيس نيبال بأغلبية أصوات جميع أعضاء الهيئات الانتخابية. إذا لم يحصل أي مرشح على الأغلبية، تُجرى جولة ثانية بين أكبر اثنين من المرشحين في الجولة الأولى، ثم يفوز الحاصل على الأغلبية. ونظرًا لأن الأغلبية تُحتسب من إجمالي الأصوات بما في ذلك الأصوات الفارغة وغير الصالحة وكذلك الممتنعون عن التصويت، فمن المحتمل ألا يفوز أي مرشح في الجولتين الأولى والثانية. ويمكن بعد ذلك عقد جولة ثالثة بين نفس المرشحَين ويفوز المرشح الحاصل على أغلبية الأصوات الصحيحة فقط.
تحدد المادة 64 من الجزء 6 من دستور نيبال لعام 2015 الشروط الواجبة لتولي منصب الرئاسة:
1. يكون الشخص مؤهلاً لمنصب الرئيس إذا استوفى المؤهلات التالية:
  - هو / هي مؤهل ليكون عضوًا في البرلمان الاتحادي.
  - أن يكون قد بلغ من العمر 45 عامًا على الأقل، و
  - ألا يكون غير مؤهل بموجب أي قانون.
2. بصرف النظر عن أي شيء وارد في البند (1)، فإن الشخص الذي جرى انتخابه رئيسًا لفترتين، لن يكون مؤهلاً للترشح للرئاسة للانتخابات الرئاسية بعد ذلك.

## جدول الانتخابات
أعلنت مفوضية الانتخابات الجدول الزمني لانتخابات الرئاسة ونائب الرئيس في 30 يناير 2023.
| 22 فبراير    | نشر السجل الانتخابي الأولي             |
| 22-24 فبراير | الادعاءات والتدقيق على السجل الانتخابي |
| 24 فبراير    | نشر السجل الانتخابي النهائي            |
| 25 فبراير    | ترشيح المرشحين                         |
| 26-28 فبراير | التدقيق في الترشيحات                   |
| 28 فبراير    | نشر قائمة الترشيحات النهائية           |
| 9 مارس       | تاريخ الانتخاب                         |

| 22 فبراير    | نشر السجل الانتخابي الأولي             |
| 22-24 فبراير | الادعاءات والتدقيق على السجل الانتخابي |
| 24 فبراير    | نشر السجل الانتخابي النهائي            |
| 11 مارس      | ترشيح المرشحين                         |
| 11-12 مارس   | التدقيق في الترشيحات                   |
| 12 مارس      | نشر قائمة الترشيحات النهائية           |
| 17 مارس      | تاريخ الانتخاب                         |

## الهيئة الانتخابية
تتكون الهيئة الانتخابية في عام 2023 من 881 عضوا، 331 منهم من البرلمان الاتحادي و550 من مجالس المحافظات، ويُحدد "وزن" 79 صوتا و48 لكل منهما على التوالي. ويتكون البرلمان الاتحادي من 275 عضوًا من مجلس النواب و59 من المجلس الأعلى، لم يتمكن عضوان من مجلس النواب من التسجيل في المجمع الانتخابي بسبب قضية قضائية وتوفي عضو ثالث، مما أدى إلى خفض عدد أعضاء المجلس الانتخابي من 884 إلى 881، وكذلك خفض الإجمالي الكلي للأصوات المرجحة من 52,786 إلى 52,549.

### تكوين الهيئة الانتخابية
| حزب     | حزب                              | Pratinidhi Sabha | راستريا سبها | براديش سابها | مجموع الناخبين |
| ------- | -------------------------------- | ---------------- | ------------ | ------------ | -------------- |
|         | المؤتمر النيبالي                 | 88               | 10           | 175          | 273            |
|         | الحزب الشيوعي النيبالي CPN (UML) | 79               | 18           | 162          | 259            |
|         | CPN (المركز الماوي)              | 31               | 16           | 85           | 132            |
|         | CPN (الاشتراكي الموحد)           | 10               | 8            | 25           | 43             |
|         | حزب راستريا براجاتانترا          | 14               | 0            | 28           | 42             |
|         | حزب الشعب الاشتراكي              | 11               | 3            | 23           | 37             |
|         | حزب جنامات                       | 6                | 0            | 16           | 22             |
|         | حزب راستريا سواتانترا            | 19               | 0            | 0            | 19             |
|         | حزب Loktantrik Samajwadi         | 4                | 1            | 12           | 17             |
|         | حزب ناجاريك أونموكتي             | 4                | 0            | 12           | 16             |
|         | حزب مجدور كيسان النيبالي         | 1                | 0            | 3            | 4              |
|         | راستريا جانامورتشا               | 1                | 1            | 1            | 3              |
|         | الحزب الاشتراكي النيبالي         | 1                | 0            | 2            | 3              |
|         | حزب هامرو النيبالي               | 0                | 0            | 2            | 2              |
|         | مستقلون                          | 3                | 2            | 4            | 9              |
| المجموع | المجموع                          | 272              | 59           | 550          | 881            |

### وزن تصويت الهيئة الانتخابية
| حزب     | حزب                              | Pratinidhi Sabha | راستريا سبها | براديش سابها | مجموع الأصوات | نسبة مئوية |
| ------- | -------------------------------- | ---------------- | ------------ | ------------ | ------------- | ---------- |
|         | المؤتمر النيبالي                 | 6،952            | 790          | 8400         | 16،142        | 30.72      |
|         | الحزب الشيوعي النيبالي CPN (UML) | 6241             | 1،422        | 7776         | 15،439        | 29.38      |
|         | CPN (المركز الماوي)              | 2449             | 1،264        | 4080         | 7793          | 14.83      |
|         | CPN (الاشتراكي الموحد)           | 790              | 632          | 1200         | 2،622         | 4.99       |
|         | حزب راستريا براجاتانترا          | 1،106            | 0            | 1،344        | 2450          | 4.66       |
|         | حزب الشعب الاشتراكي              | 869              | 237          | 1،104        | 2،210         | 4.21       |
|         | حزب راستريا سواتانترا            | 1501             | 0            | 0            | 1،501         | 2.86       |
|         | حزب جنامات                       | 474              | 0            | 768          | 1،242         | 2.36       |
|         | حزب Loktantrik Samajwadi         | 316              | 79           | 576          | 971           | 1.85       |
|         | حزب ناجاريك أونموكتي             | 316              | 0            | 576          | 892           | 1.70       |
|         | حزب مجدور كيسان النيبالي         | 79               | 0            | 144          | 223           | 0.42       |
|         | راستريا جانامورتشا               | 79               | 79           | 48           | 206           | 0.39       |
|         | الحزب الاشتراكي النيبالي         | 79               | 0            | 96           | 175           | 0.33       |
|         | حزب هامرو النيبالي               | 0                | 0            | 96           | 96            | 0.18       |
|         | مستقلون                          | 237              | 158          | 192          | 587           | 1.12       |
| المجموع | المجموع                          | 21488            | 4661         | 26400        | 52.549        | 100        |

## المرشحون
اختير رام شاندرا بودل من المؤتمر النيبالي في 24 فبراير 2023 كمرشح مشترك لتحالف من ثمانية أحزاب سياسية هي: المؤتمر، CPN (المركز الماوي)، CPN (الاشتراكي الموحد)، PSPN، Janamat، LSPN، NUP وRJM. وفي اليوم التالي، أعلن الحزب الشيوعي النيبالي (UML) أنه سيقدم نائب رئيس الحزب، سوباس تشاندرا نيموانج، كمرشح رئاسي له.
| الحزب | الحزب                                             | مُرَشَّح                 | وُلِدّ                                         | المناصب التي تقلدها | مقاطعة  | أعلن           | المرجع |
| ----- | ------------------------------------------------- | -------------------- | ------------------------------------------- | --- | ------- | -------------- | ------ |
|       | المؤتمر النيبالي                                  | رام شاندرا بودل      | أكتوبر 15, 1944 (العمر 78) تاناهون، غانداكي | - رئيس مجلس النواب (1994-1999) - نائب رئيس مجلس الوزراء ووزير الداخلية (2000-2002) - عضو مجلس النواب عن تاناهون (1991-1999 ؛ 2022 حتى الآن) - عضو البرلمان التشريعي النيبالي (2015-2017) - عضو الجمعية التأسيسية لنيبال من تاناهون 2 (2008-2015) | غانداكي | 25 فبراير 2023 | [ 11 ] |
|       | الحزب الشيوعي النيبالي (الماركسي اللينيني الموحد) | سوباس شاندرا نيموانج | مارس 11, 1954 (العمر 68) إيلام، كوشي        | - رئيس الجمعية التأسيسية لنيبال (2008-2015) - رئيس الهيئة التشريعية المؤقتة في نيبال (2006-2008) - وزير الدولة للقانون والعدل والشؤون البرلمانية (1994-1995) - عضو مجلس النواب عن إيلام 2 (1999-2002 ؛ 2006-2008 ؛ 2017 حتى الآن) - عضو البرلمان التشريعي النيبالي (2015-2017) - عضو الجمعية التأسيسية لنيبال (2008-2015) - عضو الجمعية الوطنية (1991-1993 ؛ 1995-1999) | كوشي    | 25 فبراير 2023 | [ 12 ] |

## النتائج
| المرشح          | المرشح               | الحزب                                               | الأصوات           | الأصوات   | الأصوات | إجمالي الأصوات | %     |
| المرشح          | المرشح               | الحزب                                               | البرلمان الاتحادي | المحافظات | إجمالي  | إجمالي الأصوات | %     |
| --------------- | -------------------- | --------------------------------------------------- | ----------------- | --------- | ------- | -------------- | ----- |
|                 | رام شاندرا بودل      | المؤتمر النيبالي                                    | 214               | 352       | 566     | 33,802         | 68.54 |
|                 | سوباس شاندرا نيموانج | الحزب الشيوعي النيبالي (الماركسي - اللينيني الموحد) | 98                | 162       | 260     | 15,518         | 31,46 |
|                 |                      |                                                     |                   |           |         |                |       |
| الأصوات الصحيحة | الأصوات الصحيحة      | الأصوات الصحيحة                                     | 312               | 514       | 1٬026   | 49٬320         | 99.40 |
| فارغة أو باطلة  | فارغة أو باطلة       | فارغة أو باطلة                                      | 1                 | 4         | 5       | 271            | 0.64  |
| إجمالي          | إجمالي               | إجمالي                                              | 313               | 518       | 831     | 49٬591         | 100   |
| عدد الناخبين    | عدد الناخبين         | عدد الناخبين                                        | 331               | 550       | 881     | 52٬549         | 94.32 |

## انتخاب نائب الرئيس
من المقرر إجراء انتخابات نائب رئيس نيبال في 17 مارس 2023، على أن تكون الترشيحات في 11 مارس 2023.

## ملحوظات
1. ↑  excluding 1 suspended MP
2. ↑  excluding 2 vacant seats and 1 suspended MP